# عبيدة فرج الله
عبيدة عبد الله فرج الله (14 نيسان 1990 - ) سياسي، إعلامي، وناشط مدني، شغل العديد من المناصب القيادية والشبابية من أبرزها رئاسة البرلمان الشبابي الأردني لدورته الثانية عام 2013م، وعضوية اللجنة الملكية لتحديث المنظومة السياسية 2021م.
بدأت مسيرته من العمل الطلابي حيث أنتخب رئيساً لإتحاد طلبة مدارس ذكور إربد الإعدادية لدورتين متتاليتين (2005-2006) وهو في سن الخامسة عشرة، تلاها انخراطه في العمل المجتمعي والمدني مع المجلس الأعلى للشباب (وزارة الشباب الأردنية) حيث أصبح رئيس الهيئة الإدارية لمركز شباب إربد عام 2006م، وعمل على تأسيس عشرات المبادرات المجتمعية والمؤسسات الشبابية والنوادي الثقافية، وتواصل نشاطه المجتمعي والإعلامي بمحطات قيادية محليية ودولية عديدة من أبرزها:
- مدير ورئيس تحرير راديو النجاح.[5][6]
- رئيس مجلس إدارة مركز حكاية لتنمية المجتمع المدني.[7]
- رئيس التحرير المسؤول مجلة التنويري.[8]
- مدير عام المساحة المشتركة للتدريب والتنمية.
- الرئيس التنفيذي للرابطة العربية للتربويين التنويريين.[9]
- رئيس المبادرة المجتمعية لدعم مؤسسات الدولة الأردنية.
- مدير مكتب الأردن للمنبر الدولي للحوار الإسلامي (IFID) لندن.
- رئيس تحرير منصة مودة.
- رئيس الهيئة المستقلة للانتخابات الشبابية.
- رئيس تحرير مجلة شروق.
- رئيس المرصد الديني.
- المدير التنفيذي لأكاديمية الثريا للتنمية البشرية والتدريب.
- رئيس نادي الحوار والفكر.
- مدير المركز المتقدم للتصميم.
- رئيس اللجنة التحضيرية لعاصمة التنوير.
- رئيس تحرير دليل التربية والتنوير.
- المدير التنفيذي لمنظمة الشباب العربي للتمكين وبناء القدرات.

كما عمل مستشارا وزميلا لعدد من المؤسسات الأردنية والعربية من أبرزها:
- مستشار إعلامي لدى مركز الدراسات الإستراتيجية في الجامعة الأردنية - عمان، الأردن.
- مستشار لدى معهد السياسة والمجتمع - عمّان، الأردن.
- زميل دولي لدى مؤسسة عامل الدولية - بيروت، لبنان.

## التعليم
- حاصل على ماجستير في الصحافة والإعلام الحديث من معهد الإعلام الأردني والجامعة الأردنية - عمّان - الأردن.
- حاصل على بكالوريوس العلاقات العامة والإعلان والإذاعة والتلفزيون من كلية الاعلام - جامعة اليرموك - اربد - الأردن.
- حاصل على زمالة في الاقتصاد وريادة الأعمال من كلية "Kelley School of Business" - جامعة إنديانا - الولايات المتحدة.
- حاصل على زمالة في الديمقراطية والعلوم السياسية من الجامعة اللبنانية الأميركية -  بيروت -  لبنان.